# Raïon de Iagodnoïe
Le raïon de Iagodnoïe (en russe : Я́годнинский район, Iagodninsky raïon) est une subdivision administrative (raïon) de l'oblast de Magadan en Russie. Son centre administratif est la commune urbaine de Iagodnoïe.

## Géographie

### Situation

Localisation du raïon au sein de l'oblast de Magadan.

Le raïon de Iagodnoïe se situe dans le centre nord-ouest de l'oblast. Il est limitrophe au nord, du raïon de Soussouman, à l'est du raïon de la Srednekan, au sud du raïon de la Khassyne et à l'ouest de celui de la Tenka.

### Relief
Le raïon est en grande partie occupé par les monts Tcherski culminant entre 1 200 m et 1 400 m, qui sont divisés en plusieurs crêtes parallèles, avec une alternance entre des crêtes, des plaines et des dépressions. La plaine de la Taskan (en), au nord-ouest du raïon se trouve à une altitude de 240 m - 290 m. Au sud se trouve la plaine de la Kolyma, avec une altitude comprise entre 40 m et 120 m.

### Climat
Le climat de la région est subarctique. Les étés sont courts et frais, les hivers étant longs et froids. Le vent est absent dans la région l'hiver. Les températures varient grandement au cours de l'année. La température moyenne annuelle est de −10 °C, la température la plus basse est en janvier. Le minimal absolu est de −63 °C. Le mois le plus chaud est juillet, la moyenne en janvier est de +13,8 °C, le maximal absolu est de 29,1 °C. L'humidité est assez élevée au cours de l'année.

### Hydrographie
La région est drainée par la Kolyma (2 600 km de longueur) principalement et par ses affluents, parmi lesquels la Taskan, la Debine et la Iassatchnaïa. Le raïon appartient aussi en moindre mesure au bassin-versant de l'Indiguirka. Les deux lacs naturels du raïon sont le lac Jack-London et le lac des Ombres dansantes (ru).
Le troisième lac étant celui de la centrale hydroélectrique de la Kolyma.

### Milieux naturels et biodiversité
La zone du lac Jack London et son bassin-versant sont un sanctuaire faunique régional. Une réserve botanique de flore de montagne existe au niveau du mont Aborigène. 

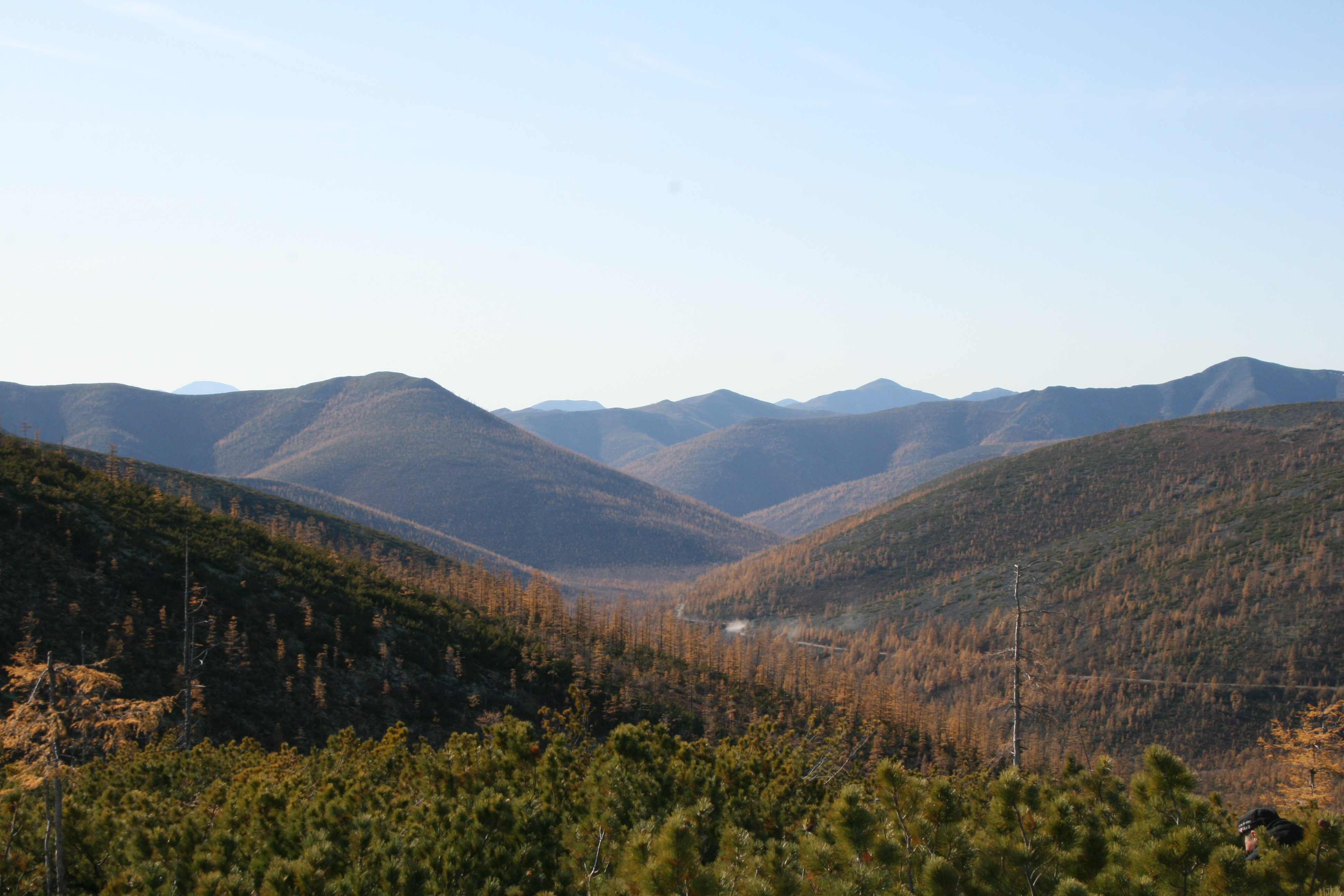
La taïga vue depuis le col de Bourkhala.

Le raïon est couvert, que ce soit dans les plaines, les vallées ou les montagnes par la taïga, avec des espèces comme le mélèze de Dahurie, le pin nain de Sibérie, le tremble ou bien le saule. Les arbres sont couverts de lichens.
Les prairies, des zones inondables, sont composées de roselières, avec la présence de phorbes et de carex. La plaine de la Kolyma est composée de marécages, avec la présence de tourbières.
De nombreuses espèces de baies sont présentes dans les forêts du territoire, comme des groseilles rouges, des camarines noires, des chicoutés, des chèvrefeuilles et des cassis.
Les mammifères du territoire sont le carcajou, le cerf élaphe l'hermine, le lièvre variable, le loup, l'ours brun, le renard, le renne, le wapiti manchurian  et la zibeline.
Les cours d'eau sont peuplés de brochets, de lottes et de perches. D'autres poissons plus rares comme le corégone, l'ombre et le brachymystax vivent aussi.

## Histoire

### Époque soviétique
L'histoire du raïon commence à la fin des années 1920 ainsi qu'au début des années 1930, avec le début de prospections géologiques dans la région. Au milieu des années 1930, alors que la construction de la route de la Kolyma a commencé, des camps de travaux forcés furent établis (les goulags) pour extraire les richesses minières. Les travailleurs forcés extrayaient du charbon, des éléments radioactifs ou bien de l'or. En 1931 est formé le raïon de la Srednekan, couvrant un énorme territoire dont celui du raïon actuel de Iagodnoïe. Le 5 septembre 1935 est établi dans le système du Dalstroï l'administration des mines du Nord (SGPU) et Sud (IouGPU) qui est chargée de l'extraction des métaux précieux de la région. En 1937 est inauguré un pont sur la Kolyma.
Près de Iagodnoïe se situait un camp d'extermination soviétique, Serpantinka, qui fonctionna de 1933 à 1938.
À partir de 1938 commence sous l'impulsion de la SGPU un développement intensif de l'extraction minière. Le village d'Oust-Taskan naît parallèlement, avec la construction d'une centrale thermique ainsi que d'un chemin de fer reliant le village à une mine de charbon à Elguen. En 1941 s'installe à Iagodnoïe le centre de la SGPU. Pendant la Seconde Guerre mondiale, les mines de la région tournent à plein régime, et les mines commencent à être mécanisées pour certaines extractions (comme le sable). Un an avant la fin de la Seconde Guerre mondiale, la SGPU acquiert certains territoires qui étaient sous contrôle de la IouGPU.
Après la fin de la guerre, le développement de la région, particulièrement l'industrie minière, est plus mouvementé. Le raïon apparaît alors officiellement le 2 décembre 1953, en même temps que l'oblast de Magadan. Le territoire qu'occupe alors le raïon était jusque-là sous l'administration des mines du nord, et inclus dans le raïon de la Srednekan. La région a continué de se développer, en 1954 il y avait 119 établissements humains dans le raïon.
Outre l'industrie minière, avec 12 entreprises, de nombreuses autres industries se sont développées que ce soit dans l'alimentation, dans l'automobile, ou dans l'électrique par exemple. L'industrie agricole quant à elle était composée en 1957 de deux sovkhozes (à Elguen et Talaya) de 24 fermes, avec en tout 910 hectares.
Le territoire fut équipé de nombreuses installations scolaires, médicales ainsi que d'autres services pour les habitants. La région continua ainsi son développement dans tous les secteurs nationaux.
En 1952, le pont sur la Kolyma a été rénové et a rouvert au trafic l'année suivante. 

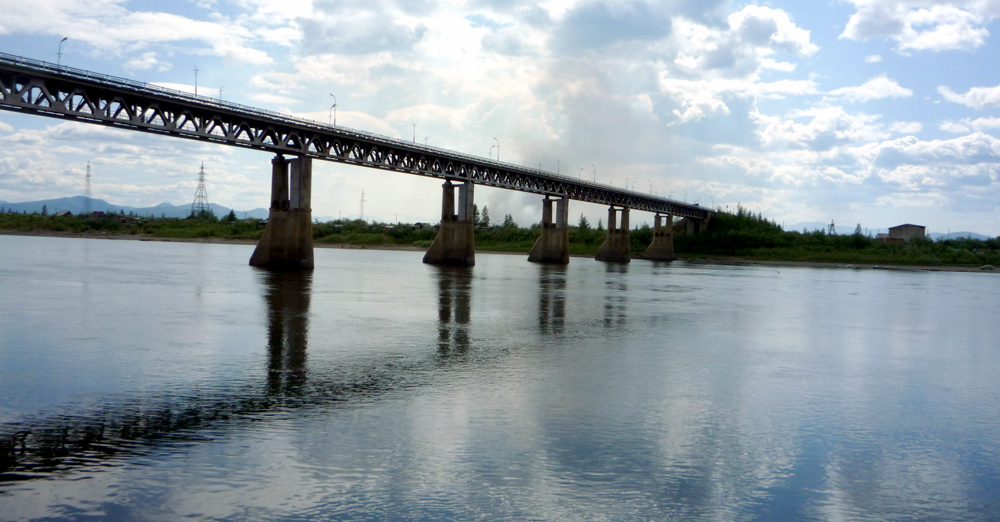
Ancien pont sur la Kolyma à Debin avant son démantèlement.

En 1954, le territoire était de 64 000 km2, avec 119 villages mais après un redécoupage le 30 décembre 1966 créant le raïon de la Khassyne, la taille du raïon est réduite à 47 400 km2, réparti en 54 villages.
En 1974 commence la construction de la centrale hydroélectrique de la Kolyma. Elle commence à fonctionner en 1982 et les travaux se finissent entièrement en 2007.
En parallèle de l’accroissement économique, le nombre d'établissements humains dans la région continue de décroître, avec 25 uniquement en 1989, alors qu'il y en avait encore 40 en 1975. L'accroissement économique s'estompa au milieu des années 1980.
Au début des années 2000, le gouvernement russe a souhaité reconstruire le pont sur la Kolyma, et après un appel d'offres remporté par une société en 2010, la construction a débuté et le 16 septembre 2015, après deux ans de retard, le pont a été inauguré. Pendant l'hiver 2014 - 2015 a eu lieu le démantèlement de l'ancien pont, malgré l'opposition des habitants et de la presse locale.

### Époque post-soviétique
En 1991 ainsi que dans les années suivantes, avec la chute de l'URSS, le secteur agricole s'est totalement effondré, il n'existe que seulement de fermes aujourd'hui. Le secteur industriel a lui aussi souffert, alors qu'il y avait 11 entreprises d'état en 1991, et aujourd'hui seulement 3, avec cependant beaucoup de licenciements dans ces entreprises restantes.
La population a elle aussi chuté après la dislocation de l'URSS, passant de 50 174 habitants en 1989 à 6408 en 2020.

## Politique et administration

### Administration
L'assemblée locale est composée de 15 élus locaux, élus pour 5 ans. Ils sont élus au scrutin majoritaire, avec une majorité relative. Depuis la prise en fonction de la dernière législature le 13 septembre 2020, l'assemblée est composée de 8 élus de Russie unie ainsi que de 7 sans étiquette. Le chef de cet organe est Gavrilova Oksana Gennadievna, membre de Russie unie.

#### Chefs de raïon
| Nom                                     | Début du mandat  | Fin du mandat                           | Notes          |
| --------------------------------------- | ---------------- | --------------------------------------- | -------------- |
| Les données manquantes sont à compléter |                  |                                         |                |
| Trenkenshu Fedor Ivanovitch             | 1996             | Les données manquantes sont à compléter |                |
| Dimitri Borodin                         | 19 décembre 2017 | octobre 2020                            | démissionnaire |
| Nadezhda Oleinik                        | 3 décembre 2020  | en fonction                             |                |

### Localités
Le raïon est découpé en 14 localités.
| Nom                | Type                 | Population  |
| ------------------ | -------------------- | ----------- |
| Iagodnoïe          | Établissement urbain | 2767(2022)  |
| Bourkhala          | Établissement urbain | 106 (2022)  |
| Verkhni At-Ouriakh | Établissement urbain | 0 (2021)    |
| Debine             | Établissement urbain | 446 (2022)  |
| Orotoukan          | Établissement urbain | 763 (2021)  |
| Sinégorié          | Établissement urbain | 1752 (2022) |
| Senokosny          | Établissement rural  | 20 (2021)   |
| Polevoy            | Établissement rural  | 0 (2021)    |
| Gorki              | Établissement rural  | 0 (2021)    |
| Shturmovoy         | Établissement rural  | 0 (2021)    |
| Stan Utiny         | Établissement rural  | 0 (2021)    |
| Spornoïe           | Établissement rural  | 0 (2021)    |
| Taskan             | Établissement rural  | 0 (2021)    |
| Elguen             | Établissement rural  | 0 (2021)    |

## Population et société

### Démographie
La population du raïon est en baisse depuis la chute de l'URSS. En 2020, le nombre de naissances était de 62, celui des décès de 140, soit un solde naturel de -78 ou bien une diminution de -55.71 %. Le nombre d'arrivées était de 323 et celui des départs était de 541.
Recensements(*) ou estimations de la population.
| 1954   | 1959*  | 1969   | 1970*  | 1979*  | 1985   |
| ------ | ------ | ------ | ------ | ------ | ------ |
| 43 000 | 35 645 | 35 000 | 32 415 | 44 343 | 51 500 |

| 1989*  | 1995   | 2002*  | 2010* | 2011* | 2012* |
| ------ | ------ | ------ | ----- | ----- | ----- |
| 50 174 | 33 115 | 15 833 | 9 839 | 9 917 | 9 433 |

| 2013* | 2014* | 2015* | 2016* | 2017* | 2018* |
| ----- | ----- | ----- | ----- | ----- | ----- |
| 9 114 | 8 755 | 8 455 | 8 167 | 7 320 | 7 835 |

| 2019* | 2020* | 2021* | 2022  | - | - |
| ----- | ----- | ----- | ----- | - | - |
| 6 916 | 6 408 | 6 112 | 5 817 | - | - |

| 1959*  | 1970*  | 1979*  | 1989*  | 2002*  | 2010* |
| ------ | ------ | ------ | ------ | ------ | ----- |
| 33 085 | 20 312 | 31 822 | 36 346 | 14 355 | 9 536 |

| 2015* | 2020* | 2021* | 2022  | - | - |
| ----- | ----- | ----- | ----- | - | - |
| 8 308 | 6 391 | 6 092 | 5 804 | - | - |

| 1959* | 1970*  | 1979*  | 1989   | 2002* | 2010* |
| ----- | ------ | ------ | ------ | ----- | ----- |
| 2 560 | 12 103 | 12 521 | 13 828 | 1 478 | 276   |

| 2015* | 2020* | 2021* | 2022 | - | - |
| ----- | ----- | ----- | ---- | - | - |
| 147   | 17    | 20    | 13   | - | - |

### Enseignement
Au 1er janvier 2021, il n'existe pas d'école secondaire dans le raïon, mais il existe 3 écoles primaires ainsi qu'une centre d'art pour enfant à Iagodnoïe. Il y a en tout 745 enfants scolarisés dans le raïon. Il n'existe pas d'établissements d'enseignement supérieur.

### Santé
Le raïon dispose d'un hôpital. Il dispose de plus de 41 médecins et de 122 infirmiers au 1er janvier 2021.

### Sport
Plusieurs installations sportives existent sur le territoire, le type d'installations le plus répandu étant les gymnases au nombre de 14. Il y a aussi une piscine, deux patinoires de hockey et d'autres installations, avec en tout 52 équipements. Il existe aussi deux écoles sportives.

### Culture
Il y a 4 musées sur le territoire ainsi que 4 bibliothèques. Il existe de plus 3 sites du patrimoine culturel local ainsi que 2 sites du patrimoine culturel régional.

## Activités économiques
Au 1er janvier 2021, 117 entreprises sont enregistrées dans le raïon, dont 105 microentreprises et 12 PME.

### Ressources naturelles
Une entreprise forestière subsiste à Iagodnoïe.
Le secteur aurifère a quant à lui souffert de la crise post-chute de l'URSS. La production est ainsi passée de 15 tonnes en 1974 à un minimum de 4,3 tonnes en 1998. Aujourd'hui la production est stable, entre 5,5 et 6 tonnes d'or extrait par an (en 2015 elle était de 6,147 tonnes, soit en première place des raïon de l'oblast). Le secteur, totalement privatisé emploie jusqu'à 3 000 travailleurs pendant la haute saison.
L'extraction de sable est la seule autre activité d'extraction active dans la région. Des perspectives économiques sont cependant toujours d'actualité pour le raïon, avec la présence dans les sols de métaux rares et de tungstène.

### Énergie

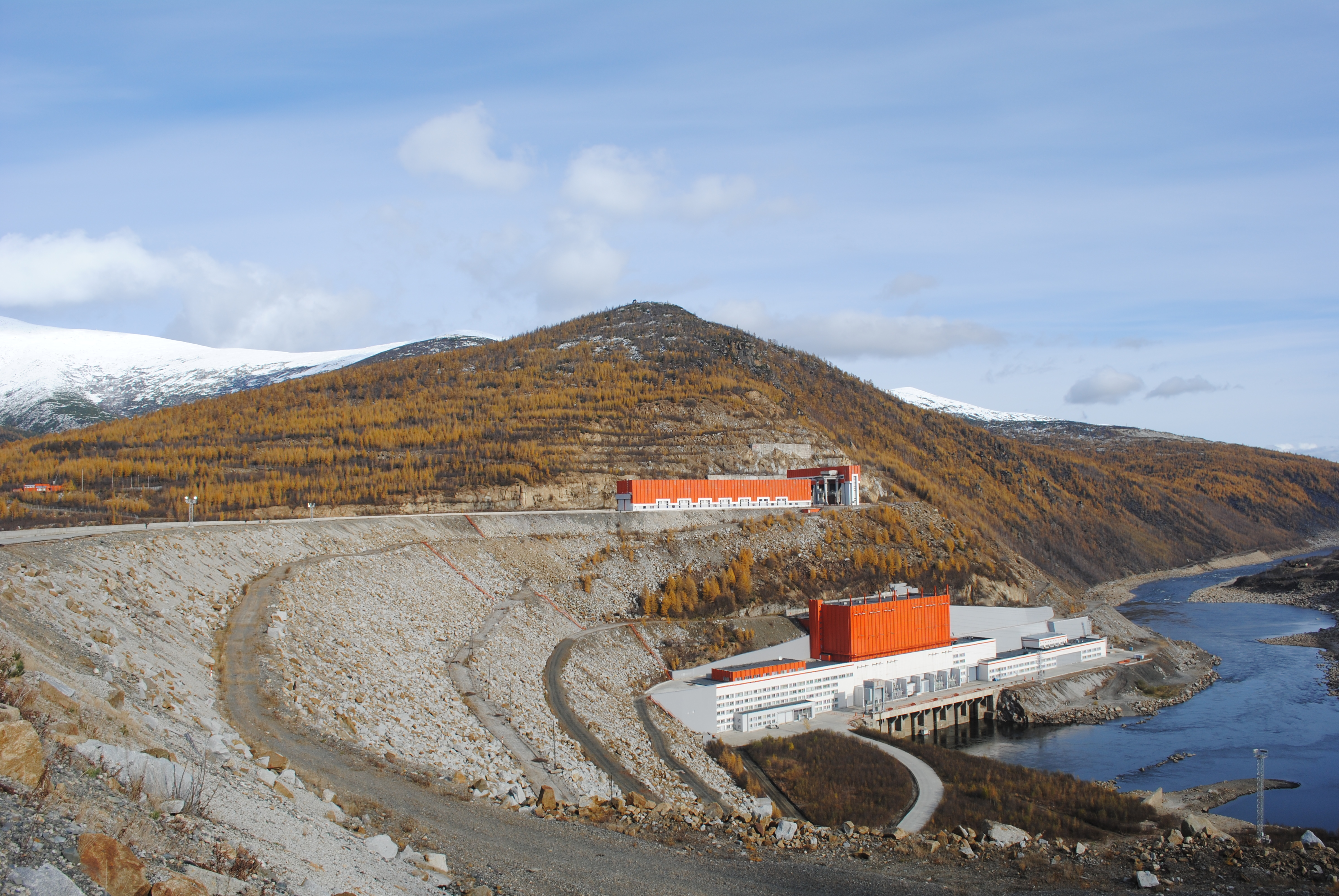
La centrale hydroélectrique de la Kolyma.

La centrale hydroélectrique de la Kolyma se situe dans le raïon, au sud-ouest de Sinégorié. Elle permet de produire 95 % de l'énergie de l'oblast. Sa capacité de production est de 900 MW.

## Transports
Le raïon est traversé de son sud-est au nord-ouest par la . D'autres routes existent également, reliant les autres localités à la . Le réseau routier est composé en tout de 42,6 km de route auquel il faut ajouter 124 km de route d'importance locale. Il existe 15 ponts, 3 du réseau routier et 12 d'importance locale.
Un pont permet de traverser la Kolyma à Debine. Au sud-est de Debine existe une piste d'atterrissage.
La Kolyma est la seule voie navigable, les autres rivières ne l'étant pas.

### Transport public
Une compagnie publique de bus existe sur le territoire, avec un réseau de 16 lignes de bus au total. Il y a 13 arrêts de bus au total à travers le raïon.